# Psicotecnica
Psicotecnica (dal greco antico psyche (ψυχή) = anima, mente e techne (τέχνη) = tecnica) è un termine che è stato usato in contesti diversi con diversi significati. Il suo significato prevalente è quello di "psicologia applicata alla tecnica".

## Psicotecnica o tecnopsicologia
Il termine "psicotecnica", ma più spesso nella forma di "tecnopsicologia", è stato occasionalmente utilizzato, fra le due guerre, tra gli anni venti e gli anni quaranta del Novecento, per indicare la possibile applicazione della psicologia alla gestione e allo sfruttamento del lavoro industriale. Un autore che ha sviluppato e sistematizzato questa concezione della psicotecnica è stato lo psicologo tedesco Hugo Münsterberg.
A partire dal secondo dopoguerra, tale modo di utilizzo dell'espressione è tuttavia quasi scomparso, per essere sostituito da altre espressioni, quali psicologia applicata, orientamento professionale, ergonomia, psicologia industriale, psicologia del lavoro, ecc.
Un'importante articolazione storica della psicotecnica, in Italia, è legata anche alle attività del Laboratorio (poi Istituto) di Psicologia dell'Università Cattolica, dove per strutturarne formativamente la tradizione quarantennale di ricerca applicata in ambito psicotecnico nacque l'omonima scuola di specializzazione, funzionante dal 1960 al 1966: rappresentava una formazione generale in psicologia, con un riferimento tecnico agli strumenti allora in uso per la misura di alcune prestazioni mentali nei contesti di selezione, orientamento, ergonomia e psicologia del lavoro. In quanto tale, svolse un ruolo storico di rilievo nella formazione degli psicologi e delle prassi professionali psicologiche in Italia nel periodo precedente l'istituzione dei Corsi di Laurea in Psicologia (1971).

## Psicotecnica teatrale
La psicotecnica è stata anche riferita ad una certa tradizione teatrale che comprende il lavoro di Stanislavskij, Golfaden, Artaud,  Moreno,  Grotowski,  Barba,  Boal  ecc. In particolare, quello che viene popolarmente indicato come metodo Stanislavskij in effetti veniva considerato dal suo autore (che non lo considerava un vero metodo) come un portato diretto degli studi psicologici, da Stanislavskij lungamente coltivati, di Ribot, di James e di Lange. Per cui, vista la derivazione diretta di quel metodo soprattutto dalla tradizione della memoria emotiva analizzata da Ribot e dalle tecniche di trance terapeutica della scuola personologica francese, pensò appunto di riferirvisi con il termine classico di "psicotecnica".